# Punta Catirina
Punta Catirina – najwyższy wierzchołek włoskiego wapiennego grzbietu Monte Albo, na wschód od Nuoro, w północno-wschodniej Sardynii, o wysokości 1127 m n.p.m.
Rejon szczytu i grzbietu charakteryzuje się występowaniem zjawisk krasu powierzchniowego. Na północny wschód od szczytu znajdują się dwie z trzech największych form krasowych Monte Albo: makrodoliny Sas Puntas i Altudè. W południowo-zachodnich stokach znajduje się jaskinia Su Saccu.
Region charakteryzuje się obecnością dębów ostrolistnych na podłożu wapiennym, z wrzoścem drzewiastym i Galium scbrum na podłożach metamorficznych. Na niższych wysokościach występuje szakłak Rhamnus alaternus i klon francuski. Sektory łupkowe o płaskiej morfologii są porośnięte m.in. drzewami korkowymi, a na pagórkach stwierdzono występowanie oliwki europejskiej.